# Żukojnie Żeladzkie
Żukojnie Żeladzkie (biał. Жукойні Жалядскія, Żukojni Żaladskija; ros. Жукойни Желядские, Żukojni Żeladskije) – wieś na Białorusi, w obwodzie grodzieńskim, w rejonie ostrowieckim, w sielsowiecie Michaliszki.
Siedziba rzymskokatolickiej parafii Najświętszej Maryi Panny z Góry Karmel.
Współcześnie wieś obejmuje także dawne miasteczko Żeladź.

## Historia
Wieś Żukojnie Żeladzkie i miasteczko Żeladź zawsze należały do tych samych jednostek administracyjnych.
W XIX i w początkach XX w. położone były w Rosji, w guberni wileńskiej, w powiecie zawilejskim/święciańskim, w gminie Aleksandrya. Żeladź była wówczas siedzibą okręgu wiejskiego. Po I wojnie światowej pod administracją polską, w Zarządzie Cywilnym Ziem Wschodnich. W latach 1920–1922 w składzie Litwy Środkowej.
Od 11 kwietnia 1922 leżały w Polsce, w województwie wileńskim, w powiecie święciańskim, w gminie Aleksandrowo/Żukojnie.
Po II wojnie światowej w granicach Związku Sowieckiego. Od 1991 w niepodległej Białorusi.

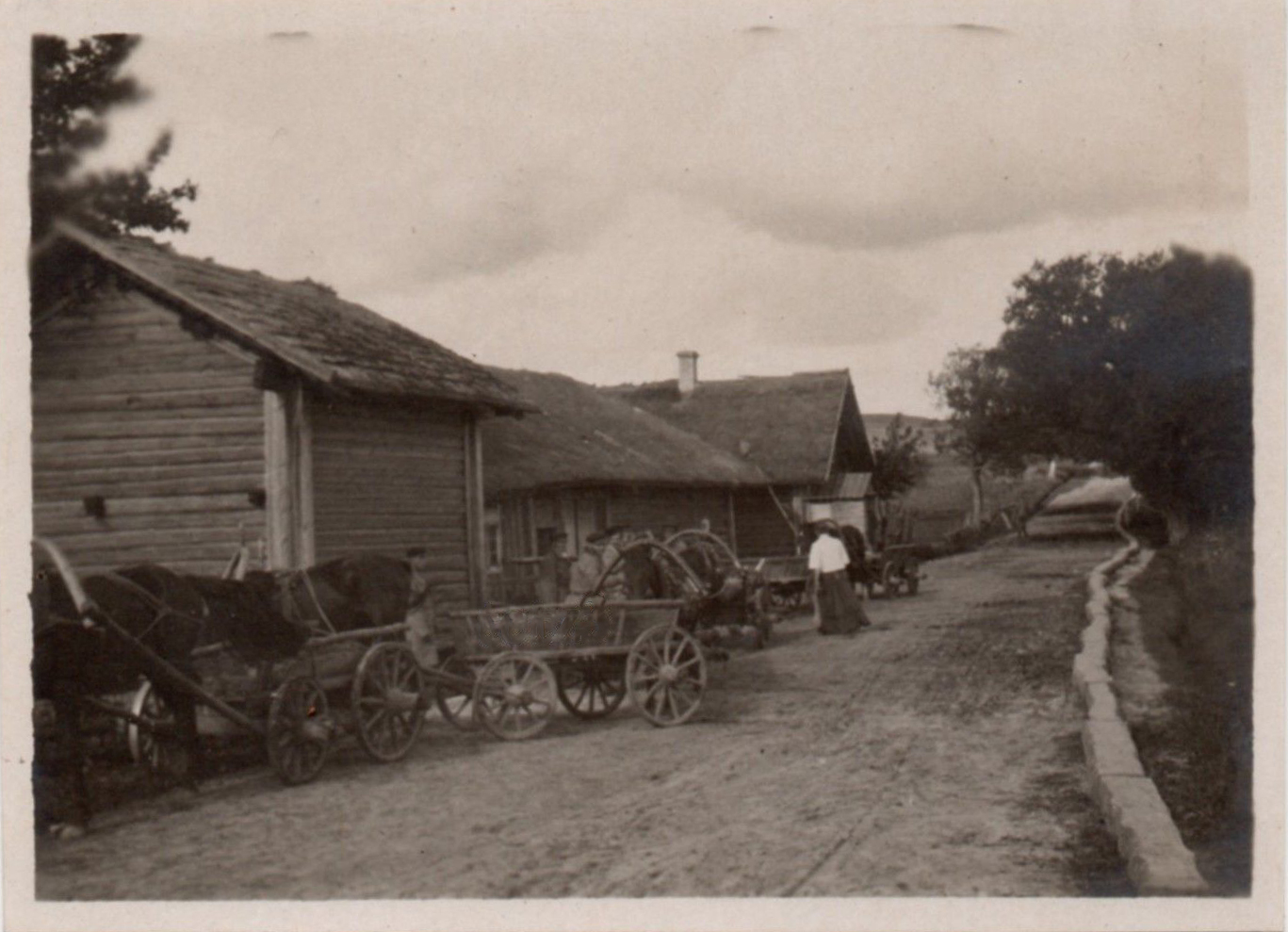
wieś podczas I wojny światowej
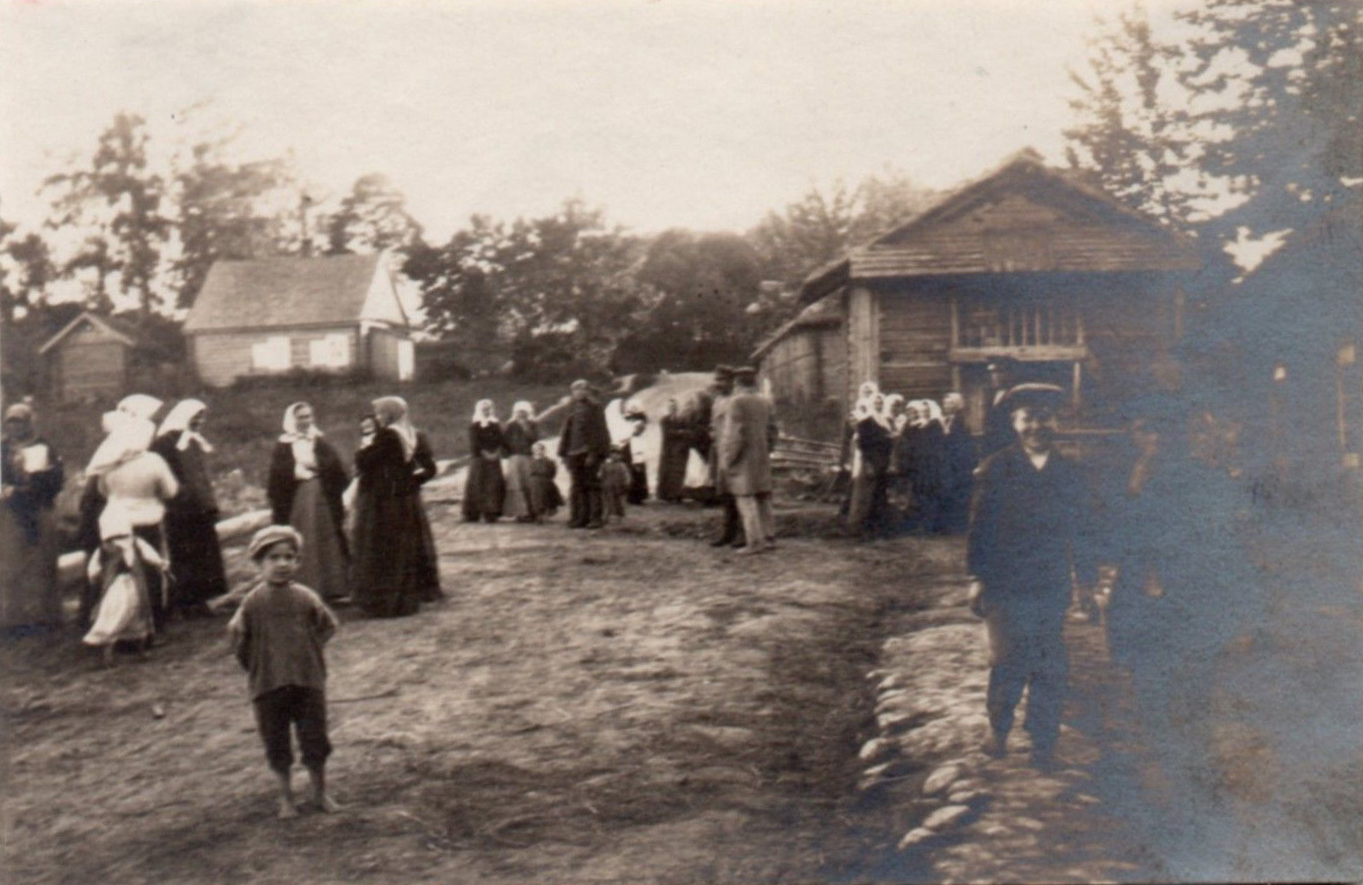
wieś podczas I wojny światowej
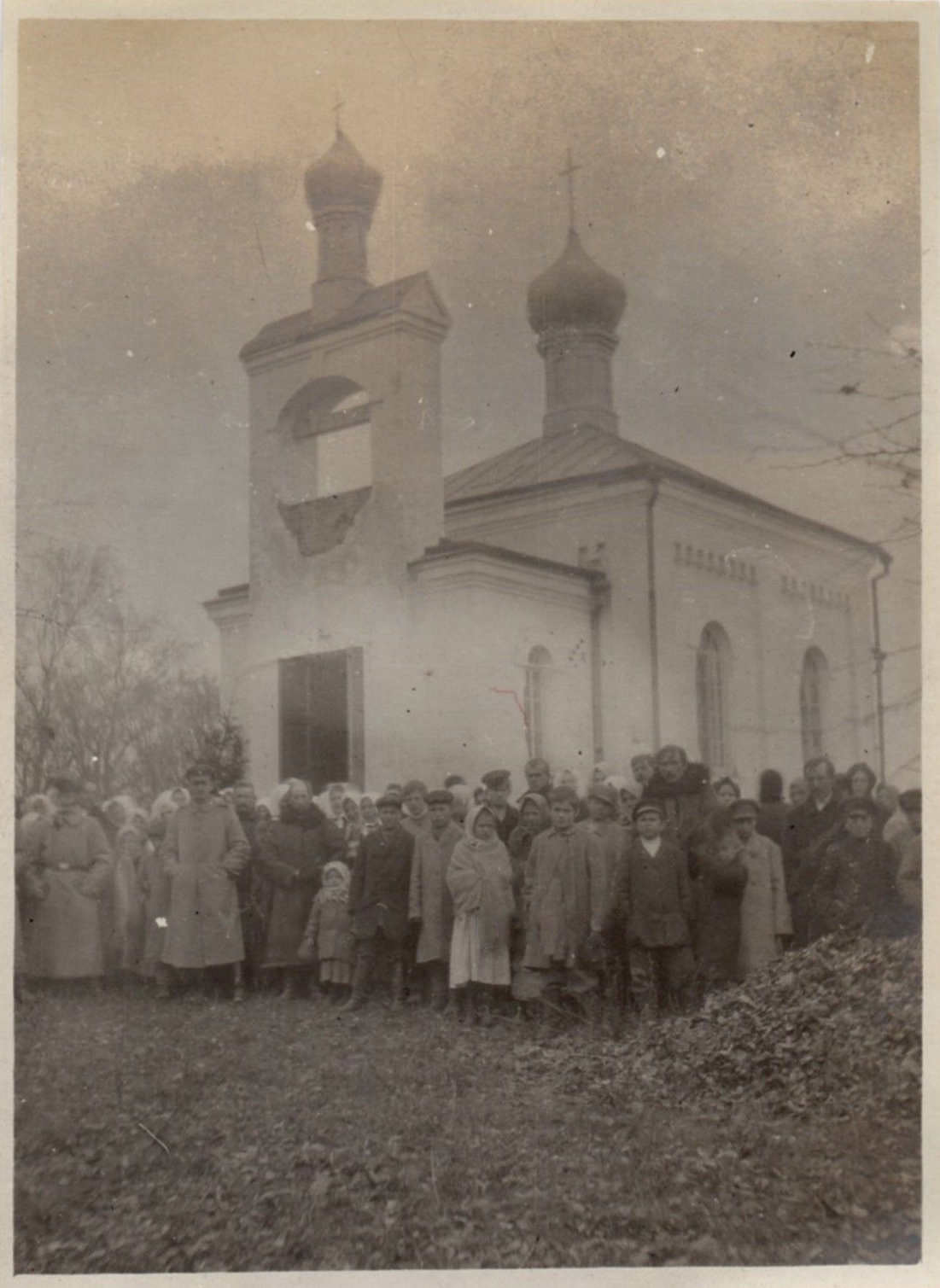
wieś podczas I wojny światowej